# Acanthurus tennentii
Acanthurus tennentii (лат.) ― вид морских лучепёрых рыб из семейства хирурговых. Встречается в тропическом и субтропическом Индо-Тихоокеанском регионе. Максимальная длина составляет 31 сантиметров. Также известна как Двухполосная рыба-хирург. Иногда рыбу вылавливают для употребления в пищу человеком и для использования в аквариумной торговле.

## Описание
Цвет рыбы обычно оранжево-бежевый, оливково-коричневый или серо-стальной, но при стрессе может приобретать тёмно-коричневый оттенок с оттенком красного или фиолетового. Темная линия проходит вдоль основания спинного плавника, аналогичная линия проходит у основания анального плавника. Позади глаза есть две темные полосы, а похожие на скальпель чешуйки, выступающие из хвостовой части, черноватые и окружены большим чёрным пятном с голубоватой каймой. Как спинной, так и анальный плавники длинные, доходят до хвостового отростка. Хвостовой плавник имеет форму полумесяца, острия которого с возрастом становятся длиннее. Он окаймлён голубовато-белой полосой.

## Обитание
Этот вид широко распространён в тропическом и субтропическом Индо-Тихоокеанском регионе. Его ареал простирается от Восточной Африки и Мадагаскара до южной Индии, Шри-Ланки, Малайзии, Таиланда и Индонезии. Встречается на скалах и коралловых рифах, на склонах рифов и в каналах между рифами, на глубинах примерно до 35 метров.

## Экология
Двухполосная рыба-хирург питается водорослями, растущими на морском дне, и детритом, а также водорослевой плёнкой, которая растёт на песке и других субстратах. Размножение включает в себя выброс сперматозоидов и яйцеклеток в море. Личинки ведут пелагический образ жизни и возвращаются в среду обитания на рифах примерно через семь недель. Молодь образует смешанные видовые группы с другими видами рыб. Сначала они могут быть чёрными или жёлтыми с чёрным кольцом вокруг глаза, но позже они напоминают взрослую рыбу, за исключением чёрных отметин позади глаза, которые на одной стадии развития молоди имеют форму подковы. Эта рыба питается на открытом воздухе в течение дня, часто небольшими группами с рыбами-попугаями и другими видами.